# Бернхард I Липе
Бернхард I (на немски: Bernhard I zur Lippe, * 1090, † 1158) е от преди 1123 до 1158 г. първият господар на Господство Липе.

## Биография
Той е първият от род Дом Липе, споменат в документ от 1123 г. Резиденцията му се намирала в околността на днешен Липщат. Заедно с брат му Херман I основава през 1139 г. манастир на мястото на бъдещия град Липщат. Вероятно няма деца и затова е последван от брат му Херман I.